# Ashprington
Ashprington es un pueblo y parroquia civil en el distrito de South Hams, Devon, Inglaterra. El pueblo no está lejos del río Dart, pero se encuentra en una zona elevada sobre él, y está aproximadamente a tres millas al sur de Totnes. Hay un pub local, un hotel y una cabina telefónica. La parroquia civil incluye los caseríos de Bow, Painsford y Tuckenhay. Sharpham House también está dentro de la parroquia e incluye Sharpham Vineyard, que produce vinos de buena calidad. Según el censo de 2001, la parroquia tenía una población de 428 personas.Ashprington (AISBERTONE) se menciona en el Libro Domesday (1086) con cuatro sirvientes, siete aldeanos y ocho pequeños propietarios, un total de 19 personas.
La iglesia de San David es del siglo XV, aunque la pila bautismal es normanda. Hay muchas tallas en su interior. El cáliz de comunión es pre-reformista (siglo XIII). La torre oeste es más antigua que el resto de la iglesia; es alta y tiene cuatro niveles. El pasillo sur, el pórtico sur y el lado norte de la iglesia están todos almenados. Hay monumentos a Sir John Kelland de Painsford (fallecido en 1679); John Kelland (fallecido en 1711); y Jane Pownoll (fallecida en 1778).

## Estancias históricas
Painsford, ahora una granja
La parroquia de Ashprington incluye varias estancias históricas, entre las que se encuentran:
- Sharpham
- Bowden
- Painsford, sede de la familia Somaster,[3] luego desde el siglo XVII de la familia Kellond.[3]

## Residentes notables
- William Adams (MP) (1752–1811), miembro del Parlamento, de Bowden House.
- John Burton-Race, restaurador y chef de televisión (¿de 1995 a 2008?).
- David Llewellyn, novelista y guionista, vivió en Ashprington de 1998 a 1999, mientras era estudiante en el Dartington College of Arts.